# Gürtelhülse

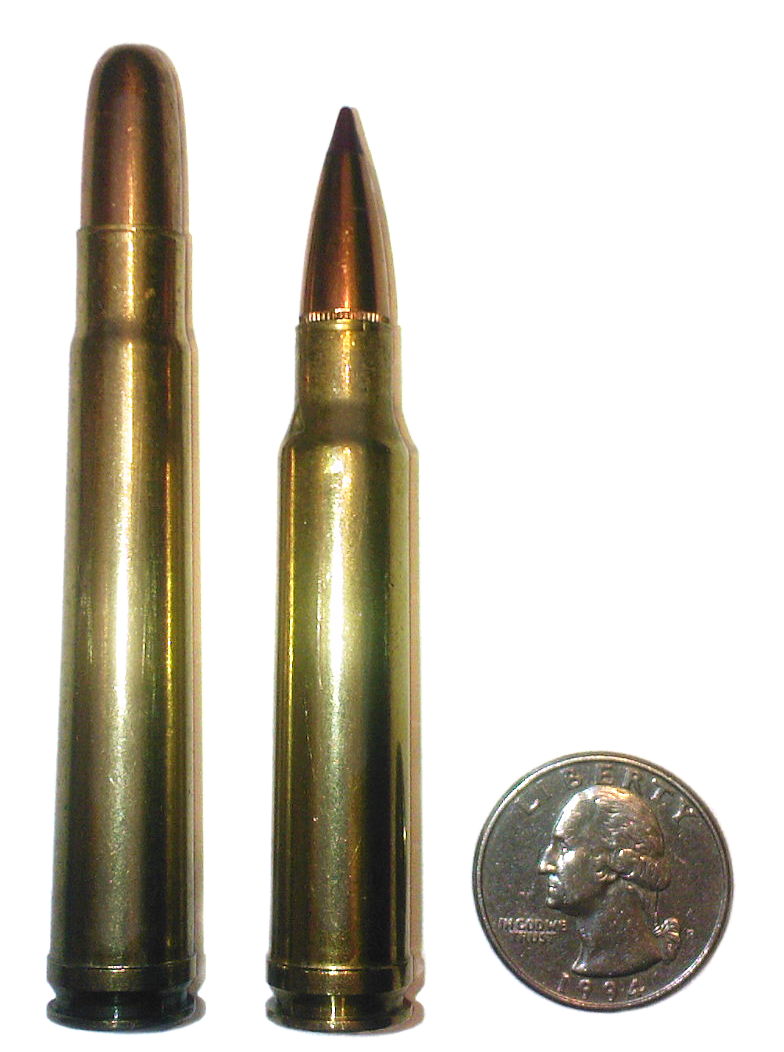
Gürtelhülsen: v.l.: .375 H&H Magnum, .338 Winchester Magnum, Vierteldollar als Größenvergleich (24,26 mm)

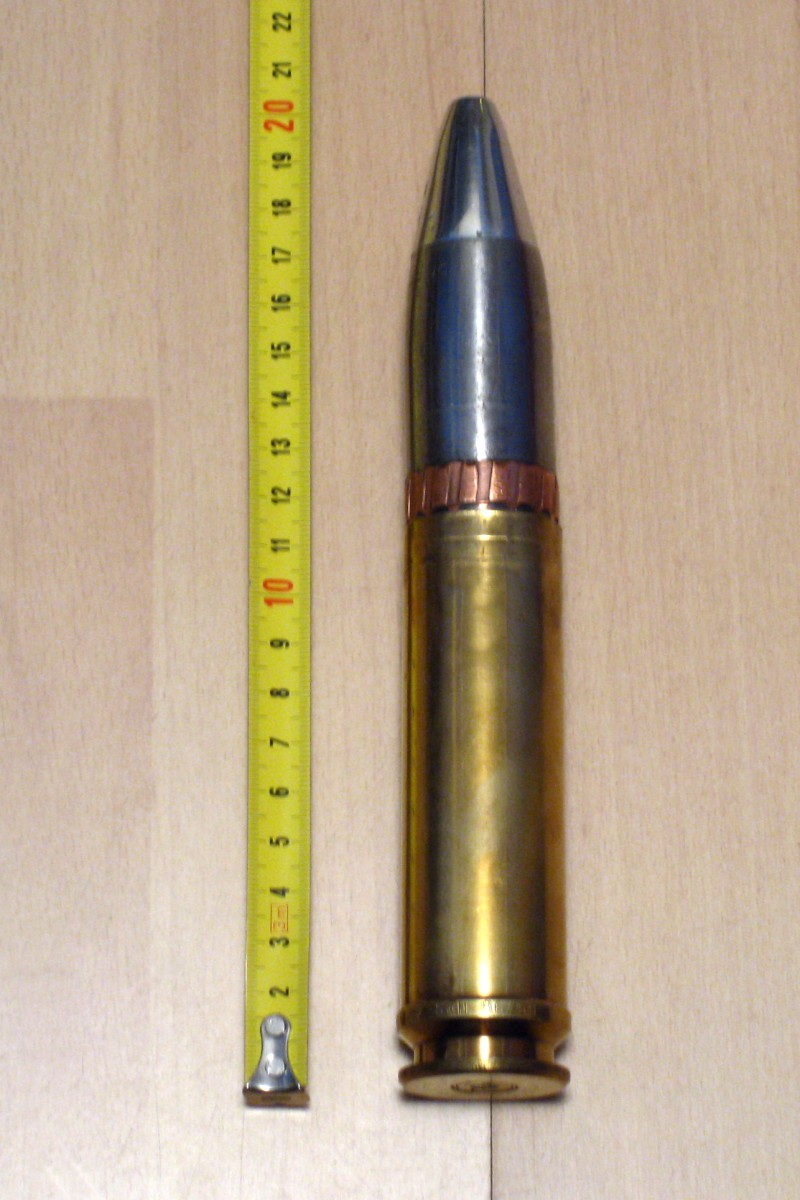
30 × 113 mm B

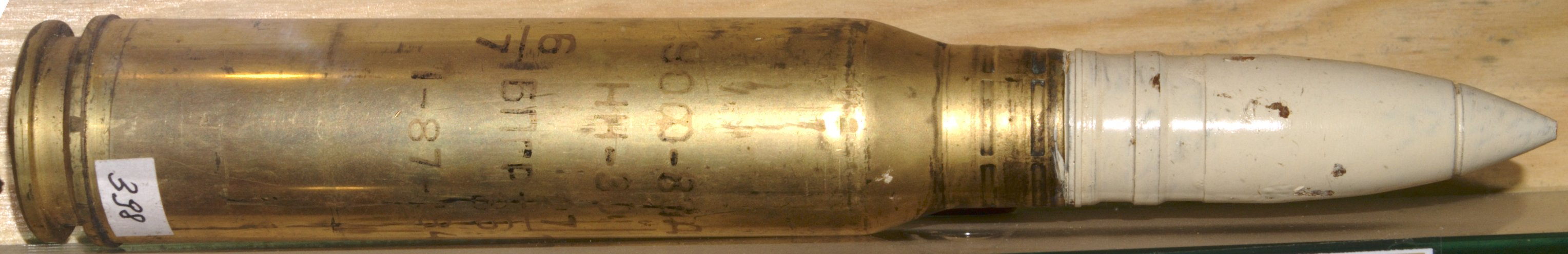
30 × 210 mm B

Eine Gürtelhülse (englisch Belted case) ist eine Hülsenform, bei der ein Gürtel vor der Auszieherrille den korrekten Verschlussabstand herstellt, sie bildet den Verschlussabstand auf der Gürtelschulter. Kaliber von Gürtelhülsenpatronen reichen von Gewehrmunition mit 5,56 mm (.224 Weatherby Magnum) bis zu militärischen Granatpatronen im Kaliber 30 mm. Der Kaliberbezeichnung wird nach der Hülsenlänge ein B nachgestellt (20 × 138 mm B), seltener im deutschsprachigen Raum ein G.

## Geschichte
Die erste Gürtelpatrone war nicht die bekannte .375 Holland & Holland Magnum, sondern deren Vorgänger, die 1905 entwickelte .400/.375 Belted Nitro Express.

## Technik
Der korrekte Verschlussabstand von Patronen wird auf unterschiedliche Art gebildet – bei Randpatronen durch den Rand, bei Flaschenhalspatronen durch die Hülsenschulter, bei geraden, randlosen Hülsen durch den Hülsenmund. Bei Gürtelhülsen dient der integrierte Gürtel (englisch belted case) vor der Auszieherrille am Hülsenboden dazu.
Gürtel sorgen ebenso wie Ränder dafür, dass die Hülse am Patronenboden („positiv“) positioniert wird, währenddessen gerade und Flaschenhalshülsen am Hülsenmund („negativ“) positioniert werden. Dadurch kann der Hülsenschulterwinkel flacher gestaltet werden, wodurch der Ladevorgang erleichtert wird.